# Cypseloides rothschildi
El vencejo parduzco (Cypseloides rothschildi), también denominado vencejo grande, es una especie de ave apodiforme de la familia Apodidae que vive en Sudamérica.

## Distribución y hábitat
Se encuentra en las montañas de Argentina y Bolivia.